# 1326

## Родени
- Томазо да Модена, италиански художник
- 30 март – Иван II, велик княз на Владимирско-Суздалското княжество

## Починали
- султан Осман I, основател на Османската империя
- Бланш Бургундска, кралица на Франция
- 15 септември – Дмитрий II, велик княз на Владимирско-Суздалското княжество